# UFC 3
UFC 3: The American Dream은 1994년 9월 9일에 미국 노스캐롤라이나주 에서 개최된 UFC 경기이다.

## 경기 결과
1. ↑   켄 샴락이 부상으로 불참하여 스티브 제넘이 대신 참가함.
2. ↑   키스 해크니가 부상으로 불참하여 필릭스 밋셸이 대신 참가함.
3. ↑   호이스 그레이시가 누적된 피로로 인해 준결승전에 불참.

## 같이 보기
- UFC
- UFC 대회 목록